# Certhidea
Certhidea es un género de aves paseriformes perteneciente a la familia Thraupidae que agrupa a dos especies endémicas de las Islas Galápagos, en Ecuador. A sus miembros se les conoce por el nombre popular de pinzones de Darwin.

## Etimología
El nombre genérico femenino Certhidea es un diminutivo del género Certhia, los agateadores del Viejo Mundo.

## Características
Las especies de este género son dos pequeños tráupidos que miden 10 cm de longitud, caracterizados por sus picos largos y puntiagudos, parecidos con parúlidos, de colores apagados pardo oliváceo grisáceos, que se alimentan de pequeños insectos y arañas, encontrados en diversos ambientes de las islas, principalmente en tierras altas húmedas.

## Lista de especies
Según las clasificaciones del Congreso Ornitológico Internacional (IOC) y Clements Checklist v.2019, el género agrupa a las siguientes especies con el respectivo nombre popular de acuerdo con la Sociedad Española de Ornitología (SEO)
| Imagen | Nombre científico  | Autor                       | Nombre común              | Estado de conservación |
| ------ | ------------------ | --------------------------- | ------------------------- | ---------------------- |
|        | Certhidea olivacea | Gould, 1837                 | pinzón de Darwin oliváceo | VU                     |
|        | Certhidea fusca    | P.L. Sclater & Salvin, 1870 | pinzón de Darwin gris     | LC                     |

## Taxonomía
Este género fue monotípico hasta que, siguiendo las conclusiones de las investigaciones de genética molecular de Tonnis et al. (2005), el Comité de Clasificación de Sudamérica (SACC) en 2008, aprobó la Propuesta N° 367, separando el grupo de subespecies C. fusca de C. olivacea.
Tradicionalmente colocado en la familia Emberizidae, este género fue transferido para Thraupidae con base en diversos estudios genéticos, citando Sato et al. (2001) y Burns et al. (2002). La Propuesta N° 512 al South American Classification Committee (SACC) de noviembre de 2011, aprobó la transferencia de diversos géneros (entre los cuales Certhidea) de Emberizidae para Thraupidae.
Diversos estudios genéticos, entre los cuales Burns et al. (2002, 2003)  suministraron un fuerte soporte para un grupo monofilético formado por Coereba, Tiaris, los pinzones de Darwin (Certhidea, Platyspiza, Camarhynchus y Geospiza, e incluyendo Pinaroloxias), así como también los géneros caribeños Euneornis, Loxigilla, Loxipasser, Melanospiza y Melopyrrha. Los estudios de Barker et al. (2013) y Burns et al. (2014) confirmaron fuertemente la monofilia de este clado y propusieron el nombre de una subfamilia Coerebinae, para designarlo.